# Cotentin (race ovine)
Pour les articles homonymes, voir Cotentin (homonymie).
Le cotentin est une race de mouton française, originaire de la région éponyme dans la Manche.
C'est un animal de grande taille, assez rustique et à la toison bien fournie. Sa tête dépourvue de laine est de couleur rose. Elle est élevée pour sa production d'agneaux lourds, fréquemment vendus sur les marchés traditionnels. Cette race herbagère présente dans la région depuis très longtemps a été croisée avec des races anglaises au XIXe siècle. Longtemps associée à la production équine, elle est aujourd'hui élevée par tout un chacun, dans des troupeaux de toute petite taille, à côté d'autres productions, comme celle de lait par exemple. Malgré un nombre d'éleveurs importants, la taille réduite des troupeaux vaut à la cotentine d'être aujourd'hui menacée, car elle ne compte plus qu'environ 2 000 animaux. Elle appartient au groupe flamand de la  classification des races ovines de France

## Histoire
La cotentine fait partie des races herbagères de l'ouest de la France. Son origine, étudiée par Louis Reveleau notamment, n'est pas connue avec précision. Ainsi, on sait assez mal à quoi ressemblait la population ovine qui vivait autrefois dans la Manche. Toujours est-il que ces moutons ont connu diverses infusions de sang de races étrangères pour les améliorer. Dans le cas de la cotentine, c'est notamment du sang de mouton flandrin qui aurait été infusé dans la race au XIXe siècle. C'est de là que vient certainement la bonne prolificité de la race d'ailleurs. On sait également qu'un peu plus tard ces animaux ont été croisés avec des races bouchères anglaises parmi lesquelles notamment le dishley, le southdown et le leicester, qui a conduit à l'allongement des mèches et l'accroissement du gabarit.
Depuis 1860, les animaux croisés ainsi obtenus sont sélectionnés, et le phénotype actuel de la race est fixé dès 1900. Cette sélection aboutit finalement sur la création du flock-book de la race en 1925. Par contre il faut attendre 1975 pour que soit créée l'UPRA Avranchin Cotentin, commune à ces deux races. Cependant, les effectifs qui n'ont jamais pris de grandes proportions, déclinent ces dernières années, et la race est menacée. On connaît mal les effectifs actuels, qui pourraient varier entre 2 000 et 5 000 brebis, parfois plus ou moins croisées. 

## Description

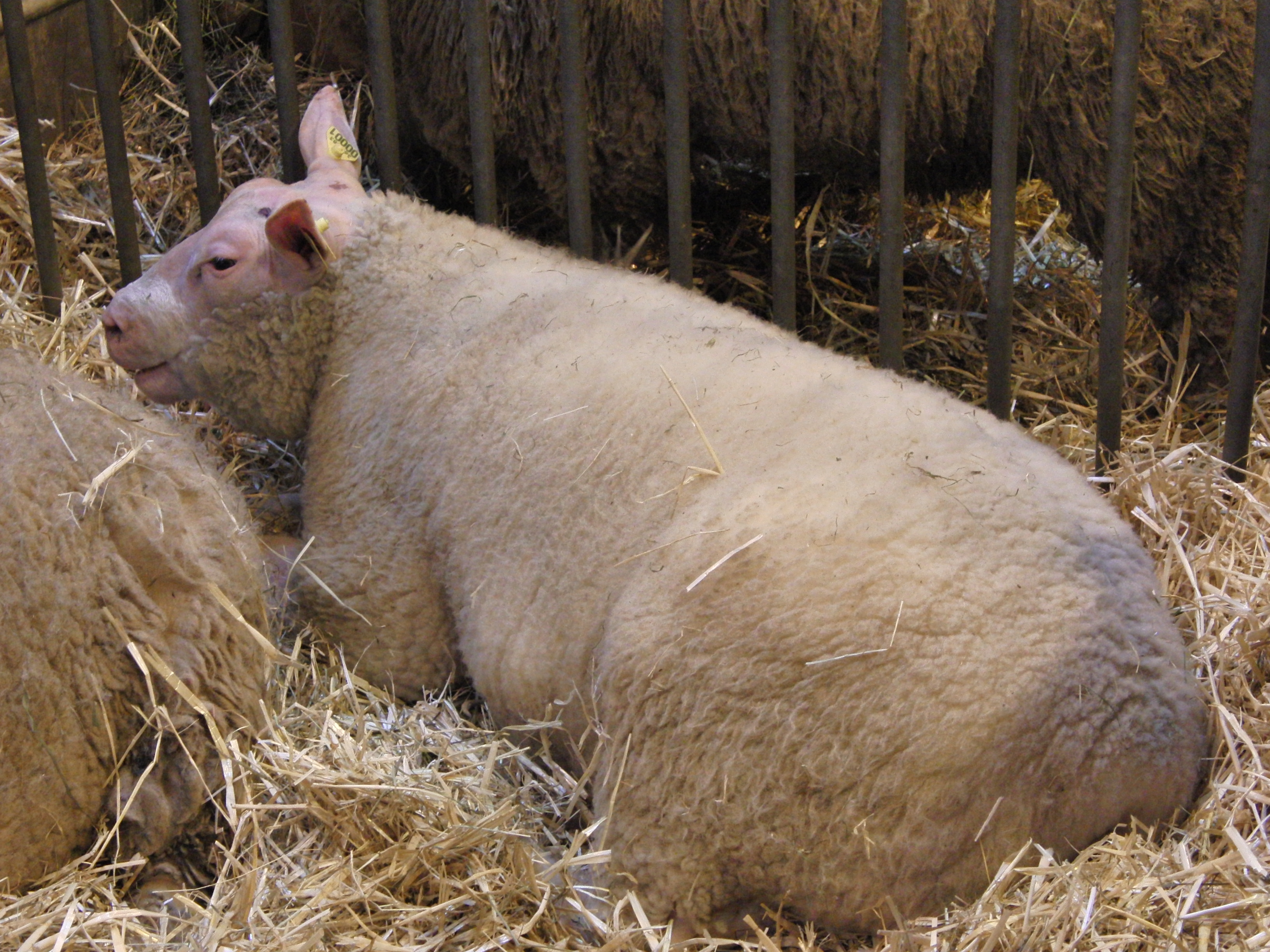
Mouton cotentin au salon de l'agriculture.

Le mouton cotentin a la tête large et rose. Son mufle est également assez large, et son chanfrein est concave. Son front large est marqué par des orbites très saillantes. Ses oreilles sont grandes et horizontales, et sont presque transparentes. Mâles et femelles sont dépourvus de cornes. Les membres sont assez courts, avec une ossature solide, et se terminent par des onglons blancs. La toison épaisse et blanche est composée d'une laine de 12 cm de long, avec des fibres de 35 microns de diamètre. Elle ne couvre pas la tête et s'arrête au niveau des genoux et des jarrets. Une toison peut peser jusqu'à 6 ou 7 kg chez le mâle. Il a un corps long, avec un dos bien large et plat, et des gigots bien descendus. C'est une race de grand format, et les femelles pèsent 80 à 90 kg et les mâles 140 à 150 kg. 

## Aptitudes
La cotentine a une bonne prolificité, avec en moyenne 1,67 agneaux par brebis et par an. Sa production laitière est peu importante, et ne permet d'assurer une croissance qui dépasse peu 215 g/j à ses agneaux entre 10 et 30 jours. Elle est élevée pour la production d'agneaux de boucherie et produit des agneaux lourds de 20 kg de carcasse, et même parfois jusqu'à 25 kg. Ces dernières carcasses ont du mal à être écoulées sur le marché classique, et sont souvent valorisés par les boucheries locales. Elles sont réputées pour offrir une viande particulièrement bonne. C'est en effet une race très présente sur les marchés plus traditionnelle comme les marchés, les boucheries et chez les rôtisseurs du Nord du Cotentin. C'est une race rustique bien adaptée aux climats venteux et humides de sa région d'origine, où elle passe le plus clair de son temps en plein air. branches

## Élevage

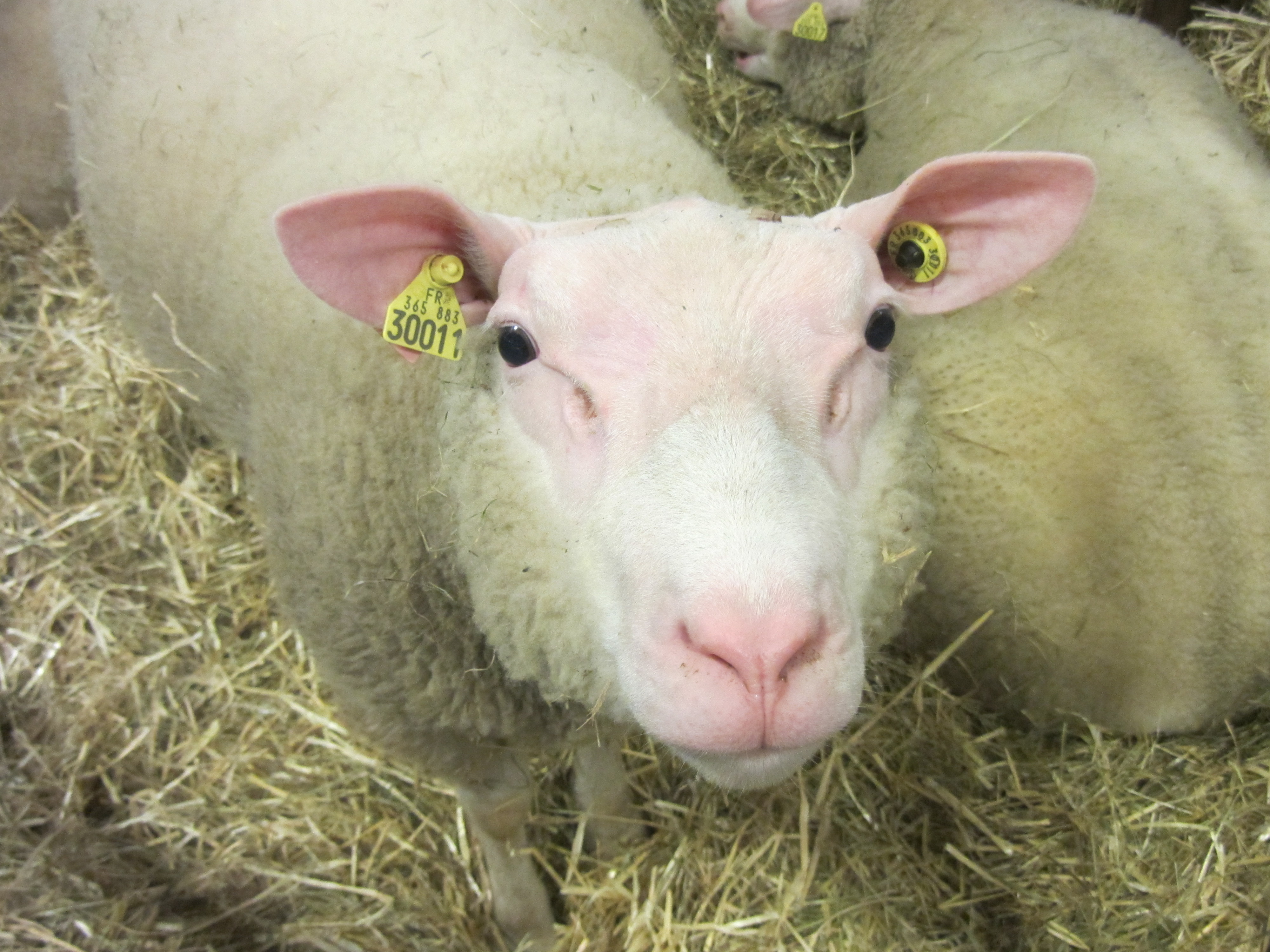
Tête de mouton cotentin.

Autrefois, l'élevage de la cotentine était très lié à celui des chevaux de courses. On l'élevait dans les grands haras de la Manche, et elle participait régulièrement aux concours ovins, tradition héritée de la tradition équine de préparer les animaux pour une telle manifestation.
Aujourd'hui, les éleveurs de cotentine sont toujours des éleveurs mixtes qui élèvent quelques animaux à côté de leur troupeau de vaches laitières. Ainsi, la taille moyenne des élevages est très faible et ne dépasse pas 13 brebis par élevage. La cotentine est une race principalement élevée dans des systèmes herbagers. Elle passe la majeure partie dehors pour profiter de la pousse de l'herbe. L'agnelage a souvent lieu entre la mi-décembre et fin mars, et il y a une seule période d'agnelage par an.

## Sélection
L'UPRA de la race, commune aux autres races originaires de la Manche que sont le Roussin de la Hague et l'Avranchin, a été créée en 1975. Aujourd'hui elle s'appuie sur une base de sélection très faible, qui ne compte que 200 brebis réparties dans 15 élevages. Par ailleurs le nombre de brebis appartenant à la race n'a jamais été répertorié précisément, et cette race à faibles effectifs est menacée.

## Diffusion
Le berceau de la race est le Cotentin, dans le nord de la Manche. Ce département bocager a vu également naître l'avranchin et le roussin de la Hague. Traditionnellement, le cotentin était élevé plus à l'intérieur des terres, alors que le roussin de la Hague était le mouton des élevages du littoral. La Ferme-musée du Cotentin en montre au public. Aujourd'hui encore la quasi-totalité des élevages se trouvent en Basse-Normandie.